# Pierre-Charles Levesque
Pierre-Charles Levesque (* 28. März 1736 in Paris; † 12. Mai 1812 ebenda) war ein französischer Historiker, Übersetzer und Hochschullehrer.

## Leben und Wirken
Durch eine Empfehlung von Denis Diderot konnte er nach einer gewissen Zeit nach seinem Studium als Professor nach Sankt Petersburg, wo er an der Seekadettenschule in Sankt Petersburg, (russisch Морской кадетский корпус) vom Jahre 1773 an bis 1780 lehrte.
Er blieb insgesamt sieben Jahre in Russland und sammelte dort Materialien für eine Schrift über die Geschichte dieses Landes, das er bei seiner Rückkehr nach Frankreich veröffentlichte. Dieses Werk hatte darüber hinaus auch in Russland einen großen Erfolg selbst.
Später zurück in Frankreich übernahm Levesque einen Lehrstuhl am Collège de France. Er übersetzte Xenophon und Plutarch sowie weitere antike Klassiker. Auch publizierte er zahlreiche Artikel in den verschiedenen literarischen und wissenschaftlichen Journalen. 
1795 wurde er zum Mitglied der Académie des Inscriptions et Belles-Lettres gewählt. Er war Mitglied der Ehrenlegion (Ritter).
Er war der Großvater des französischen Archäologen und Historikers Jules Petigny (1801–1858).

## Werke (Auswahl)
- Histoire de Russie, Paris, 1785
- Histoire des différents peuples soumis à la domination des Russes, ou Suite de l’Histoire de Russie
- La France sous les cinq premiers Valois, ou histoire de France depuis l’avènement de Philippe de Valois jusqu’à la mort de Charles VII, Paris, De Bure, 1787,
- Dictionnaire des arts de peinture, sculpture et gravure, avec Watelet,  Paris, Prault 1792
- Dictionnaire des beaux-arts de l’Encyclopédie Méthodique,  Paris, Panckoucke, 1788
- Études de l’histoire ancienne et de celle de la Grèce : de la constitution de la république d’Athènes et de celle de Lacédémone, de la législation, des tribunaux, des mœurs et usages des Athéniens, de la poésie, de la philosophie et des arts chez les Grecs, Paris, Fournier Frères, 1811
- Opuscules philosophiques.